# サッカークルディスタン代表
サッカークルディスタン代表（サッカークルディスタンだいひょう）は、クルディスタン地域のサッカーのナショナルチームである。クルディスタン代表は、FIFA及び、AFCに加盟していないため、ワールドカップ、AFCアジアカップに参加できない。
クルディスタンサッカー協会は、2006年6月にNF-Boardの会議に客員参加し、NF-Boardのメンバーになっている。また2013年に発足したConIFA会員でもある。
クルディスタン代表は、イラクのU-23代表と親善試合を行ったが、0-3で敗れた。2012年のパレスチナインターナショナルカップ（2012 Nakba Cup）でA代表と初めて試合を行い、モーリタニアに3-1で初勝利を挙げ、共にW杯出場経験のあるインドネシアに1-1、チュニジアに1-2と大健闘した。
2014年に開催されたConIFAワールドフットボール・カップでは、応援も含めて熱く激しいチームで、全員テクニックがあり、戦い方も統一されていてレベルが高かった。グループリーグでアラメア・スルヨエに1-2で敗れたものの、タミル・イーラムに9-0と圧勝。しかし決勝トーナメント初戦（準々決勝）でエラン・バニンに1-1（PK戦2-4）で敗れ、順位決定戦1回戦ではオクシタニアに2-2（PK戦5-4）と勝利するも、順位決定戦2回戦でパダーニャに1-1（PK戦3-4）と惜敗し、6位（12チーム中）で大会を終えた。

## ワールドカップの成績
| 開催年                             | 結果               | 試合               | 勝利               | 引分               | 敗戦               | 得点               | 失点               |
| VIVAワールドカップ                 | VIVAワールドカップ | VIVAワールドカップ | VIVAワールドカップ | VIVAワールドカップ | VIVAワールドカップ | VIVAワールドカップ | VIVAワールドカップ |
| ---------------------------------- | ------------------ | ------------------ | ------------------ | ------------------ | ------------------ | ------------------ | ------------------ |
| 2006                               | 不参加             | -                  | -                  | -                  | -                  | -                  | -                  |
| 2008                               | 4位                | 5                  | 1                  | 2                  | 2                  | 7                  | 7                  |
| 2009                               | 準優勝             | 4                  | 2                  | -                  | 2                  | 11                 | 4                  |
| 2010                               | 準優勝             | 4                  | 3                  | 0                  | 1                  | 9                  | 5                  |
| 2012                               | 優勝               | 4                  | 4                  | 0                  | 0                  | 11                 | 2                  |
| ConIFAワールドフットボール・カップ |                    |                    |                    |                    |                    |                    |                    |
| 2014                               | 6位                | 5                  | 1                  | 3                  | 1                  | 14                 | 6                  |
| 2016                               | 8位                | 5                  | 2                  | 3                  | 0                  | 9                  | 3                  |
| 合計                               | 6/7                | 26                 | 13                 | 7                  | 6                  | 59                 | 23                 |